# Paolo Giannini
Paolo Giannini OSBI (* 11. Juli 1920 in Albano Laziale, Provinz Rom, Italien; † 21. Juli 2006 in Grottaferrata, Italien) war Abt von Santa Maria di Grottaferrata. 

## Leben
Geboren und aufgewachsen ist Paolo Giannini in Albano Laziale. Mit dreiundzwanzig Jahren wurde Paolo Giannini in der Ordensgemeinschaft der Basilianer zum Priester geweiht.
Die Ernennung und Bestätigung zum Abt von Santa Maria di Grottaferrata erfolgte im Alter von zweiundfünfzig Jahren am 1. August 1972. Mit siebzig Jahren, am 28. Juli 1990, wurde Giannini erneut zum Abt ernannt und legte dieses Amt im Jahre 1994 nieder.
Paolo Giannini verstarb am 21. Juli 2006 im Alter von sechsundachtzig Jahren in Grottaferrata.